# Poul Harder
Poul Jesper Harder, född 24 juni 1878 i Vejle, död 29 mars 1931 i Hørsholm, var en dansk geolog.
Harder blev student vid Frederiksberg gymnasium 1896 och polyteknisk kandidat 1903. Redan innan dess hade han börjat studera geologi och var 1900-16 assistent vid Danmarks geologiske undersøgelse. Redan 1900 publicerade han sitt första arbete om kvartära lager vid Tønder. Detta blev ett led i studiet av eemlagrens fauna och stratigrafi. Han deltog i geologiska undersökningar på sydöstra Fyn och Langeland, bland annat vid Ristinge klint, där deltog i utredningen av eemlagren. 
Han ägnade sig därefter främst åt kvartärgeologin och delar av den dynamiska geologin och företog 1905 studieresor i Tyskland och Österrike samt geologiska undersökningsresor till Grönland och Island. År 1908 blev han filosofie doktor på avhandlingen En østjydsk israndslinje og dens indflydelse paa vandløbene. Från 1912 var han docent i mineralogi och geologi vid Den Polytekniske Læreanstalt och från 1919 även lärare i geologi vid danska statens lärarhögskola.  Bland hans övriga arbeten märks Palæocen ved Rugaard i Jydland og dets fauna (tillsammans med Karl A. Grönwall, 1907) samt De oligocæne lag i jernbanegennemskæringen ved Aarhus Station (1913). 
År 1922 publicerade Harder sitt sista arbete, Om grænsen mellem Saltholmskalk och Lellinge grønsand, vilket utsattes för en hård vetenskaplig kritik och gav upphov till en bitter strid med Alfred Rosenkrantz 1923-24. Detta blev slutet för Harders vetenskapliga verksamhet; han utträdde ur Dansk geologisk forening och det pågående arbetet med en fjärde upplaga av Niels Viggo Ussings "Danmarks geologi" avslutades aldrig. År 1925 blev han dock ledamot av danska inrikesministeriets kommitté för vetenskapliga undersökningar på Grönland.